# Voo Garuda Indonesia 035
O Voo Garuda Indonesia 035 foi um voo doméstico da Garuda Indonesia que atingiu um poste de energia elétrica e caiu na aproximação do Aeroporto de Medã em 4 de abril de 1987. 23 dos 45 passageiros e tripulantes a bordo morreram no acidente.

## Aeronave
A aeronave envolvida era um Douglas DC-9-32 prefixo PK-GNQ, fabricado em 1976. A aeronave foi dada como irreecuperável.

## Acidente
A aeronave estava realizando o pouso através do sistema de pouso por instrumentos no Aeroporto de Medã durante uma tempestade. A aeronave atingiu linhas de energia elétrica e caiu perto da pista. A aeronave se partiu, causando a separação da cauda. Logo após a queda, começou um incêndio.
A maioria dos sobreviventes escapou por meio de rupturas na fuselagem e 11 foram lançados para fora da aeronave. Quatro dos oito tripulantes morreram e 19 passageiros sofreram ferimentos fatais devido à inalação de fumaça e queimaduras. Quatro tripulantes e 18 passageiros sofreram ferimentos graves. Todas as fatalidades foram resultado do incêndio e não devido ao impacto com o solo.